# Aphaenogaster carolinensis
Aphaenogaster carolinensis is een mierensoort uit de onderfamilie van de Myrmicinae. De wetenschappelijke naam van de soort werd voor het eerst geldig gepubliceerd in 1915 door William Morton Wheeler.